# Idiodes noctuodes
Idiodes noctuodes là một loài bướm đêm trong họ Geometridae.